# Jazz
Jazz é uma manifestação artístico-musical originária de comunidades de Nova Orleans, nos Estados Unidos. Tal manifestação teria surgido por volta do final do século XIX, tendo origem na cultura popular e na criatividade das comunidades negras que ali viviam, um de seus espaços de desenvolvimento mais importantes.
O jazz se desenvolveu com a mistura de várias tradições religiosas, em particular a afro-americana. Esta nova forma de se fazer música incorporava blue notes, chamada e resposta, forma sincopada, polirritmia, improvisação e notas com swing do ragtime. Os instrumentos musicais básicos para o jazz são aqueles usados em bandas marciais e bandas de dança: metais, palhetas e baterias. No entanto, o jazz, em suas várias formas, aceita praticamente todo tipo de instrumento.
As origens da palavra "jazz" são incertas. A palavra tem suas raízes na gíria norte-americana e várias derivações têm sugerido tal fato. O jazz não foi aplicado como música até por volta de 1915. Earl Hines, nascido em 1903 e mais tarde se tornou celebrado músico de jazz, costumava dizer que estava "tocando o piano antes mesmo da palavra "jazz" ser inventada".
Desde o começo do seu desenvolvimento, no início do século XX, o jazz produziu uma grande variedade de subgêneros, como o dixieland da década de 1910, o Swing das Big bands das décadas 1930 e 1940, o bebop de meados da década de 1940, o jazz latino das décadas de 1950 e 1960 e o fusion das décadas de 1970 e 1980. Devido à sua divulgação mundial, o jazz se adaptou a muitos estilos musicais locais, obtendo, assim, uma grande variedade melódica, harmônica e rítmica.

## Conceituação
Como o termo "jazz" tem, desde longa data, sido usado para uma grande variedade de estilos, uma definição abrangente que incluísse todas as variações é difícil de ser encontrada. Enquanto alguns entusiastas de certos tipos de jazz tem colocado definições menos amplas, que excluem outros tipos, que também são habitualmente descritas como "jazz", os próprios jazzistas são muitas vezes relutantes quanto a definição da música que são executadas. Duke Ellington dizia, "é tudo música." Alguns críticos tem dito que a música de Ellington não era de fato jazz, como a sua própria definição, segundo esses críticos, o jazz não pode ser orquestrado.
Por outro lado, os 20 solos de Earl Hines "versões modificadas" das composições de Duke Ellington (em Earl Hines Plays Duke Ellington gravado por volta dos anos 70) foi descrito por Ben Ratliff, crítico do New York Times, como "um exemplo tão bom do processo de jazz quanto qualquer outra coisa que temos".
 Há bastante tempo existem debates na comunidade do jazz sobre a definição e as fronteiras do jazz. Em meados da década de 1930, amantes do jazz de Nova Orleans criticaram as "inovações" da era do swing como contrárias a improvisação coletiva, eles pensavam nisso como essencial para a natureza do "verdadeiro" jazz.
Pelos anos 40, 50 e 60, eram ouvidas criticas dos entusiastas do jazz tradicional e  dos fãs do BeBop, na maioria das vezes dizendo que o outro estilo não era, de alguma forma, o jazz "autêntico". Entretanto, a alteração ou transformação do jazz por novas influências tem sido desde o princípio criticada como "degradação", Andrew Gilbert diz que o jazz tem a "habilidade de absorver e transformar influências" dos mais diversos estilos de música.
As formas de música tendo como objetivo comercial ou com influência da música "popular" tem sido ambas criticadas, ao menos quando ocorre o surgimento do bop. Fãs do jazz tradicional rejeitaram o bop, o "jazz fusion" da era dos anos 70, é definido por eles como um período de degradação comercial da música. Todavia, de acordo com Bruce Johnson, jazz sempre teve uma "tensão entre jazz como música comercial e uma forma musical". Gilbert nota que como a noção de um cânone de jazz está se desenvolvendo, as "conquistas do passado" podem se tornar "...privilegiadas sob a criatividade particular..." e a inovação dos artistas atuais. O crítico de jazz da Village Voice Gary Giddins diz que assim que a disseminação e a criação do jazz está se tornando cada vez institucionalizada e dominada por firmas de entretenimento maiores, o jazz está lidando com "...um perigoso futuro de aceitação de respeitabilidade e desinteresse." David Ake adverte que a criação de "normas" no jazz e o estabelecimento de um "jazz tradicional" pode excluir ou deixar de lado outras mais novas, formas de jazz avant-garde.
Uma maneira de resolver os problemas de definição é expor o termo "jazz" de uma forma mais abrangente. De acordo com Kin Gabbard "jazz é um conceito" ou categoria que, enquanto artificial, ainda é útil ser designada como: "um número de músicas com elementos suficientes em parte comum de uma tradição coerente". Travis Jackson também define o jazz de uma forma mais ampla, afirmando que é uma música que incluí atributos tais como: "swinging, improvisação, interação em grupo, desenvolvimento de uma "voz individual", e estar "aberto" a diferentes possibilidades musicais".

## Improvisação

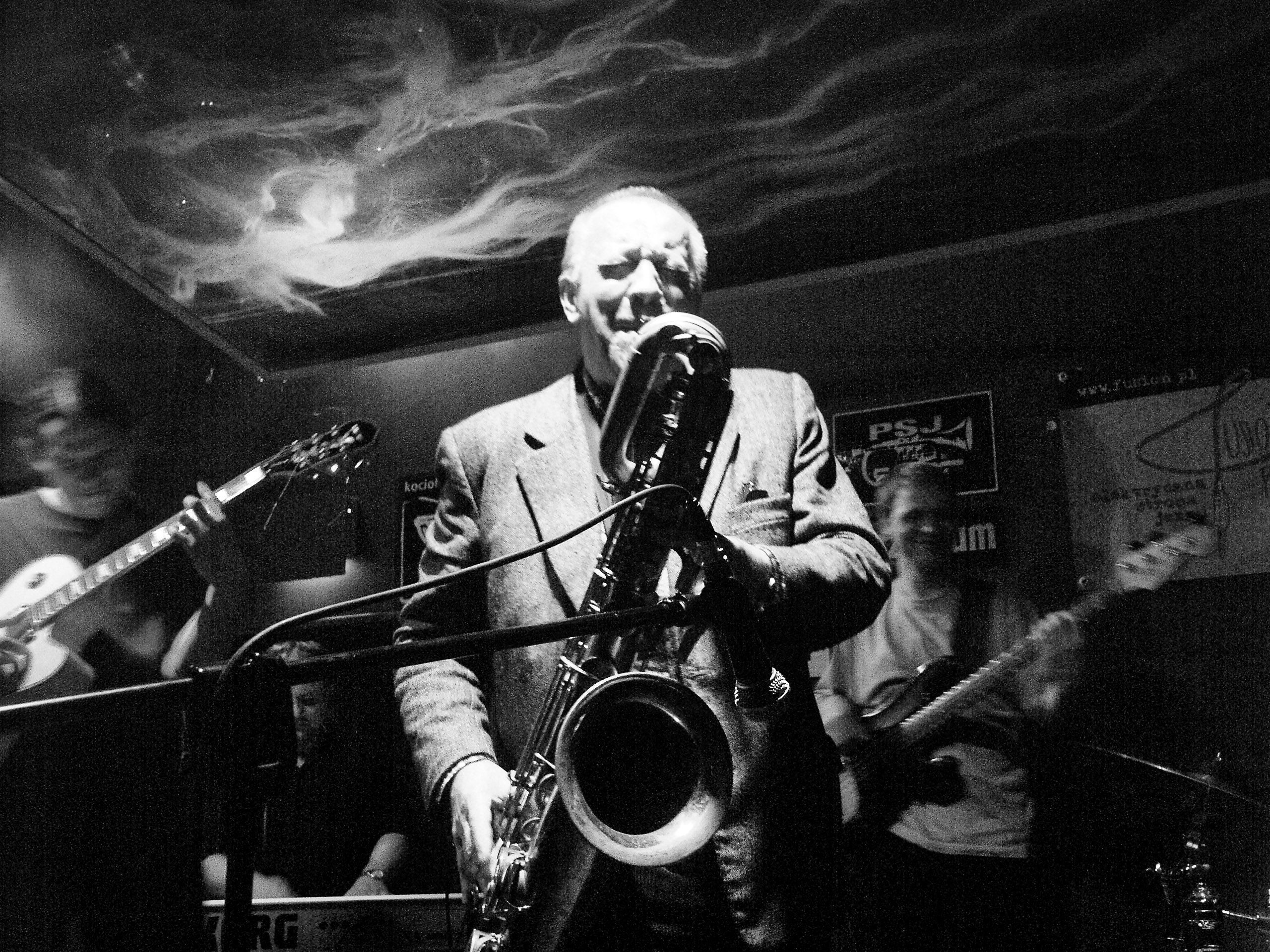
Um músico tocando saxofone, instrumento muito usado no jazz

Enquanto o jazz pode ser de difícil definição, improvisação é claramente um dos elementos essenciais. O blues mais antigo era habitualmente estruturado sob o repetitivo padrão pergunta e resposta, elemento comum em músicas tradicionais. Uma forma de música tradicional que aumentou em parte devido as canções de trabalho e field hollers. No blues mais antigo a improvisação era usada com bastante propriedade.
Essas características são fundamentais para a natureza do jazz. Enquanto na música clássica europeia elementos de interpretação, ornamento e acompanhamento são, às vezes, deixados a critério do intérprete, o objetivo elementar do intérprete é executar a composição como está escrita. No jazz, entretanto, o músico irá interpretar a música de forma peculiar, nunca executando a mesma composição exatamente da mesma forma mais de uma vez.
Dependendo do humor e da experiência pessoal do intérprete, interações com músicos companheiros, ou mesmo membros do público, um intérprete ou músico de jazz pode alterar melodias, harmonias ou fórmulas de compasso da maneira que achar melhor. No Dixieland Jazz, os músicos revezavam tocando a melodia, enquanto outros improvisavam contra melodias. A música clássica da Europa tem sido conhecida como um meio para o compositor. O jazz, contudo, é muitas vezes caracterizado como um produto de criatividade democrática, interação e colaboração, colocando valor igual na contribuição do compositor e do intérprete.
Na era do swing, big bands passaram a ser mais baseadas em arranjos musicais — os arranjos foram tanto escritos como aprendidos de ouvido e memorizados (muitos músicos de jazz não liam partituras). Solistas improvisavam dentro desses arranjos. Mais tarde no bebop, o foco mudou para os grupos menores e arranjos mínimos; a melodia (conhecida como "head") era indicada brevemente no início e ao término da música, e o âmago da performance era uma série de improvisações no meio.
Estilos de jazz que vieram posteriormente, tais como o jazz modal, abandonando a noção estrita de progressão harmônica, permitindo aos músicos improviso com ainda mais liberdade, dentro de um contexto de uma dada escala ou modo (ex.: "So What" no álbum do Miles Davis, Kind of Blue).
As linguagens avant-garde jazz e o free-jazz permitem, e exigem, o abandono de acordes, escalas, e métrica rítmica, o grupo Das erste Wiener Gemüseorchester é um exemplo de free-jazz. Quando um pianista, violonista ou outro instrumentista com instrumentos harmônicos, improvisam um acompanhamento enquanto um solista está tocando, isso é chamado de comping (contração da palavra "accompanying"). "Vamping" é um modo de comping que é normalmente restrito a poucos acordes repetitivos ou compassos, como oposição ao comping na estrutura do acorde ao longo da composição. O Vamping também é usado como uma maneira simples de estender o começo ou fim de uma música.
Em algumas composições modernas de jazz, onde os acordes fundamentais da composição são complexos ou de mudança rápida, o compositor ou o intérprete podem criar uma série de "blowing changes", que é uma série de acordes simplificada, melhor aplicada em comping e no improviso solo.

## História

### Origens
Por volta de 1808 o tráfico de escravos no Atlântico trouxe aproximadamente meio milhão de africanos aos Estados Unidos, em grande quantidade para os estados do sul. Grande parte dos escravos vieram do oeste da África e trouxeram fortes tradições da música tribal. Em 1774 um visitante os descreveu, dançando ao som do banjo de 4 cordas e cantando "a música maluca", satirizando a maneira com que eram tratados. Uma década mais tarde Thomas Jefferson similarmente notou "o banjar, que foi trazido da distante África". Foi feita de cabaça, como a bânia senegalesa ou como a akonting do África Ocidental. Festas de abundância com danças africanas, ao som de tambores, eram organizadas aos domingos em Place Congo, Nova Orleans, até 1843, com uma festa similar em Nova Iorque.
Escravos da mesma tribo eram separados para evitar formações de revolta. E, pela mesma razão, nos estados da Geórgia e Mississippi não era permitido aos escravos a utilização de tambores ou instrumentos de sopro que fossem muito sonoros, pois poderiam ser usados no envio de mensagens codificadas. Entretanto, muitos fizeram seus próprios instrumentos com materiais disponíveis, e a maioria dos chefes das plantações incentivaram o canto para que fosse mantida a confiança do grupo. A música africana foi altamente funcional, tanto para o trabalho, quanto para os ritos.
As work songs e field hollers incorporaram um estilo que poderia ser ainda encontrado em penitenciárias dos anos 1960, e em um caso eram parecidas com uma canção nativa ainda utilizada em Senegal. No porto de Nova Orleans, estivadores negros ficaram famosos pelas suas canções de trabalho. Essas canções mostravam complexidade rítmica com características de polirrítmica do jazz. Na tradição africana eles tinham uma linha melódica e com o padrão pergunta e resposta, contudo, sem o conceito de harmonia do Ocidente. O ritmo refletido no padrão africano da fala e o sistema tonal africano levaram às blue notes do jazz.
No começo do século XIX, um número crescente de músicos negros aprendiam a tocar instrumentos do ocidente, particularmente o violino, provendo entretenimento para os chefes das plantações e aumentando o valor de venda daqueles que ainda eram escravos. Conforme aprendiam a música de dança europeia, eles parodiavam as músicas nas suas próprias danças cakewalk. Por sua vez, apresentadores dos minstrel show, euro-estadunidenses com blackface, estilo de maquiagem usado para sátira, popularizavam tal música internacional, a qual era combinação de síncopas com acompanhamento harmônico europeu. Louis Moreau Gottschalk adaptou música latina e melodia de escravos para músicas de piano de salão, com músicas tais como Bamboula, danse de nègres de 1849, Fantaisie grotesque de 1855 e Le Banjo, enquanto sua música polka Pasquinade, em torno do ano 1860, antecipou ragtime e foi orquestrado como parte do repertório de concerto da banda de John Philip Sousa, fundada em 1892.
Outra influência veio dos negros que frequentavam as igrejas. Eles aprenderam o estilo harmônico dos hinos e os adaptavam em spirituals. As origens do blues não estão registradas em documentos, entretanto, elas podem ser vistas como contemporâneas dos negro spirituals. Paul Oliver chamou a atenção à similaridade dos instrumentos, música e função social dos griôs da savana do oeste africano, sob influência Islâmica. Ele notou estudos mostrando a complexidade rítmica da orquestra de tambores da costa da floresta temperada, que sobreviveram relativamente intacta no Haiti e outras partes do oeste das Índias mas não era farta nos Estados Unidos. Ele sugeriu que a música de cordas do interior sudanês se adaptou melhor com a música popular e baladas narrativas, dos ingleses e dos donos de escravos scots-irish e influenciaram tanto o jazz como o blues.

### Décadas de 1890-1910

#### Ragtime
Nessa época, salões para baile público e tea rooms foram abertos nas cidades. A música popular de bailes na época eram em estilos blues-ragtime. A música era vibrante, entusiástica e, quase sempre, improvisada. A música ragtime daquele tempo era em formato de marchas, valsas e outras formas tradicionais de músicas, porém, a característica consistente era a sincopação. Notas e ritmos sincopados se tornaram tão populares com o público que os editores de partituras incluíram a palavra "sincopado" em seus anúncios. Em 1899, um pianista jovem e treinado, de Missouri, Scott Joplin, publicou o primeiro de muitas composições de Ragtime que viriam a ser música de gosto popular. As apresentações do líder de banda Buddy Bolden em Nova Orleães, desfiles e danças são um exemplo de estilo de improviso do jazz. O rápido crescimento do público que apreciava a música no pós-guerra produziu mais músicos treinados que fossem formais. Por exemplo, Lorenzo Tio, Scott Joplin e muitas outras importantes figuras, no período inicial do jazz tiveram como base os paradigmas da música clássica.
A abolição da escravidão levou a novas oportunidades para a educação dos afro-americanos que eram livres, mas a segregação racial ainda limitava muito o acesso ao mercado de trabalho. Havia exceções: ser professor, pregador ou músico; e muitos obtinham educação musical. Euro-americanos costumavam ver os músicos negros como provedores de entretenimento de "classe-inferior" nas danças e nos minstrel shows, e mais tarde o vaudeville. Várias bandas marciais foram formadas, aproveitando a disponibilidade dos instrumentos usados nas bandas do exército. Um pianista negro não podia ser aceito em salas de concertos, mas poderia ser encontrado tocando na igreja ou tinham oportunidades de trabalho em bares, clubes e bordéis de zonas de prostituição, sendo que, aqueles que liam partitura eram chamados de "professores" enquanto os outros eram tocadores (ticklers)" que tocavam marfim. Antonin Dvorák escreveu um artigo controverso, publicado em fevereiro de 1898 no Harper's New Montly Magazine, aconselhando os compositores americanos a basearem a sua música nas melodias dos negros.
As danças são normalmente inspiradas pelos movimentos de dança africanos, e foram adotadas por um público de pessoas brancas que viram as danças em shows de vaudeville. O cakewalk, desenvolvido por escravos como uma cópia satirizada dos bailes formais, se tornou popular. Os Cakewalks, as canções de negros e a música de Jig Bands se desenvolveram em ragtime, em 1895. Posteriormente, Tin Pan Alley, Irving Berlin começaram a incorporar o ragtime em suas composições.
O ragtime, gradualmente, se desenvolveu como música de improviso, com fontes incluindo o cakewalk, as marchas de Sousa e as peças para piano de salão, tais como as variações de Gottschalk, baseados na América Latina e nas melodias dos escravos. Apareceram registradas como partitura, através do animador Ernest Hogan, canções supostamente ditas como canções de sucesso em 1895, e dois anos mais tarde Vess Ossman gravou um medley dessas músicas no banjo solo: "Rag Time Medley".
Também em 1897, o compositor William H. Krell publicou seu "Mississippi Rag"; como a primeira peça de rag escrita para piano. Scott Joplin, pianista instruído na forma clássica, produziu seu "Original Rags" no ano seguinte, então em 1899 o "Maple leaf Rag" foi um sucesso internacional. Ele compôs vários rags populares, combinando sincopação, figurações do banjo e, às vezes call-and-response, entretanto, suas tentativas no ragtime na ópera e no balé foram sem sucesso. Porém, a banda de Philip Sousa tocou ragtime em suas jornada pela Europa, de 1900 até 1905, e a linguagem "ragtime" foi continuada por compositores clássicos, incluindo Claude Debussy e Igor Stravinsky.
O suave sincopado de Irving Berlin, Tin Pan Alley marcha "Alexander's Ragtime Band" foi um hit em 1911.
A música blues foi publicada e popularizada por W. C. Handy, no qual "Memphis Blues" de 1912 e "St. Louis Blues" de 1914, se tornaram jazz standards.

#### Nova Orleães
Nova Orleães tinha se tornado uma mistura de raças. Os franco-criolos aproveitavam muitas das oportunidades dos brancos, e grupos de negros participavam em músicas clássicas e em óperas da cidade. Entretanto, a lei de segregação, que entrou em vigor no ano de 1894, classificou a população afro-crioula como "negra", colocando as duas comunidades em uma só definição. Desde 1857, existia prostituição legalizada na área conhecida como "The Tenderloin", e em 1897 essa zona de meretrício, próximo a Basin Street, ficou conhecida como "Storyville", lendário provedor de emprego para os talentos do jazz que surgia.
Na época, diversas bandas marciais, tais como a Onward Brass Band (fundada por volta de 1880), encontraram serviço em diversas situações, particularmente em funerais luxuosos. Neles, se tocava música solene no caminho do cemitério, e posteriormente no caminho de volta eram executadas versões de músicas como a Marcha Fúnebre em estilo ragtime.
A partir do ano de 1890, o trompetista Buddy Bolden liderou uma banda que fazia apresentações em Storyville, incorporando dança Afro-criola, música com elementos de blues e adicionando swing ao ritmo, trazendo inspiração a futuros músicos de jazz. Sua carreira acabou abruptamente em 1907, antes que ele gravasse, até então não se sabe ao certo o seu estilo. Suas apresentações nos desfiles e danças de Nova Orleães parecem ter sido exemplos iniciais do improviso no jazz.
O inovador pianista afro-criolo Jelly Roll Morton começou sua carreira em Storyville, e mais tarde disse ter usado o termo jazz em 1902 quando demonstrou a diferença entre ragtime como um tipo de sincopação, adequada somente para algumas canções, e jazz como "um estilo que pode ser aplicado a qualquer tipo se canção", inclusive clássicos populares, tais como as árias de Giuseppe Verdi. De 1904, ele fez tours com shows vaudeville, em torno das cidades do sul, também tocando em Chicago e Nova Iorque.
O "Jelly Roll Blues", composta por Jelly Morton em 1905 e publicada em 1915, foi o primeiro arranjo de jazz impresso. Isso permitiu que mais músicos fossem apresentados ao estilo de Nova Orleãs. Bolden influenciou Freddie Keppard, o qual iniciou tocando por volta de 1906. Rapidamente obteve sucesso. Aproximadamente em 1917, Keppard se juntou à Bill Johnson's Original Creole Orchestra, que fazia performances em Los Angeles, California, meses antes de fazer tours em várias cidades com o vaudeville, introduzindo o estilo nas áreas do norte.
No mesmo ano a liderança estava com Joe "King" Oliver, que possuía um estilo mais relativo ao blues. Oliver tocava com o trombonista Kid Ory, e ensinava o jovem fã de Bolden Louis Armstrong. Enquanto a maioria das bandas eram afro-criolas ou negras, Papa Jack Laine era talvez o primeiro músico de jazz que não era negro. Sua banda, Reliance Brass Band, começou em 1888 e continuou com várias etnias apesar das leis de segregação.

### Décadas de 1920-1930
A proibição da venda de bebidas alcoólicas nos Estados Unidos, que vigorou de 1920 a 1933, resultou na criação dos speakeasies, locais onde a bebida era vendida ilegalmente. Esses estabelecimentos acabaram sendo grandes difusores do jazz, que, por isso, ganhou a reputação de ser um estilo musical imoral.
Nesse período, em 1922, a Original Creole Jazz Band se tornou a primeira banda de jazz de músicos negros de Nova Orléans a fazer gravações. No entanto, era Chicago o novo centro do desenvolvimento do Dixieland, porque lá se juntaram King Oliver e Bill Jonhson. Naquele ano Bessie Smith, famosa cantora de blues, também gravou pela primeira vez.
Bix Beiderbecke formou o grupo "The Wolverines" em 1924. No mesmo ano Louis Armstrong se tornou solista da banda de Fletcher Henderson por um ano e depois formou o seu próprio grupo, o Hot Five. Jelly Roll Morton gravou com os New Orleans Rhythm Kings, e em 1926 formou os Red Hot Peppers. Na época havia um grande mercado para a música dançante influenciada pelo Jazz tocada por orquestras de músicos brancos, como a de Jean GoldKette e a de Paul Whiteman. Em 1924 Whiteman pediu ao compositor George Gershwin que ele criasse um concerto que misturasse características de Jazz com a música clássica, o que resultou na famosa Rhapsody in Blue, que foi executada na première o concerto An Experiment in Modern Music, regido por Whiteman.

## Jazzno Brasil
Apesar de o Brasil não ter uma tradição de músicos exclusivamente dedicados ao jazz, é notável a influência desse estilo na bossa nova e em algumas fusões como o samba-jazz. Alguns bons exemplos de bandas são: Azymuth, Banda Black Rio, Zimbo Trio, entre outras.